# Jardín hidrobotánico de Caucasia Jorge Ignacio Hernández Camacho
El Jardín Hidrobotánico de Caucasia Jorge Ignacio Hernández Camacho es un jardín hidrobotánico de unas 7 hectáreas de extensión, ubicado en el municipio Antioqueño de Caucasia. Cuenta con una importante reserva de Flora y Fauna preservadas dentro de esta área, un lugar exótico para la exposición de animales y plantas endémicas de la región. El Jardín cuenta con la condición de ser centro de cultura y educación ambiental y botánica, de enorme riqueza, y alberga más de 500 especies vivas y 350 especies de mamíferos, aves y reptiles.
Hoy día es un sorprendente y apasionante monumento a la naturaleza y en su nombre al botánico Colombiano Jorge Hernández. Posteriormente, era un solo Bosque y con un apelativo de Zarabanda, el cual toma este nombre a los espectáculos de cantos en los pájaros, con el cual duró más de 30 años.

## Historia

### Zarabanda a Finales delsigloXX
A finales del siglo XX se inicia la historia del Jardín Hidrobotánico de Caucasia, cuando el área protegida que hoy ocupa comenzaron a tener vocación en el municipio, en lo que entonces era conocido como Zarabanda. Esta era propiedad de la Hacienda Santa Elena y luego a hacer parte del Municipio, pues contaba con un arroyo que lo atravesaba de occidente a oriente.

## Naturaleza viva
Colecciones 
Arboretum: Más de un centenar de especies de interés económico, algunas en peligro de extinción.
Frutales: para investigación agronómica.
Ornamentales: Especies de Flores.
Bosque nativo: se conserva en estado natural con su fauna asociada.
Bosque tropical: de un bosque, con su dosel o techo, la vegetación del sotobosque y las plantas de piso. Por sus condiciones microclimáticas y de diversidad, constituye el hábitat de muchas especies de fauna. En su interior se ha creado el cauce para el agua que surge de un afloramiento natural. El bosque del Jardín Hidrobotánico está cruzado por un sendero de su misma topografía, que en algunos casos se presentan puentes y bandas laterales en algunas colinas.
 Huerto tradicional: este tipo posee, la misma de los jardines hidrobotánicos. Este huerto incluye plantas a las que se les reconocen valores nutricionales.Entre otras,sobrevivientes en una visión cultural, están la albahaca y el yagé, plantas sagradas de los aborígenes americanos, que todavía hoy constituyen parte sustancial de su cotidianidad y elemento de rituales y tradiciones.
 Especies de Plantas 
Abarco: alcanza los 40 m de altura y los 2 m de diámetro en su tronco, que es erecto y esbelto; su base se encuentra rematada por aletones que tienen lomos redondeados y extendidos, su corteza muerta es fisurada y entrelazada, su color es negro rojizo, su corteza viva se desprende en tiras largas; sus ramas crecen de manera oblicua y son gruesas; las ramas están dispuestas en zigzag.
Heliógrafo
Esta reserva hídrica cuenta con un instrumento Heliógrafo, que se encuentra en la estación meteorológica del IDEAM, en las instalaciones del Jardín Hidrobotánico Jorge Ignacio Hernández Camacho.

## Logros a futuro
Los impulsores le cambiaron de categoría y modificaron la razón social, denominándose Fundación Jardín Hidrobotánico Jorge Ignacio Hernández Camacho. Como director fue nombrado Jorge Eliécer Rivera y como presidente de la Junta, el médico Rómulo Hoyos Miranda.
La administración de Juan Carlos Garcés adecuó el sendero de la salud, que es utilizado por el club de caminantes Mil Aventuras. La actual administración del médico Jorge Valencia, se ha vinculado al proyecto.
En el Jardín se han realizado jornadas ambientales juveniles y se formuló el proyecto para un vivero multipropósito. La Universidad de Valencia (España) acompañará el proceso para crear en Caucasia el Centro Demostrativo de Educación Ambiental y el Centro de la Cultura del Agua. Se establecerá el museo de la cultura anfibia, el cual llevará el nombre del fundador de Caucasia, Clemente Arrieta Viloria.